# Brădicești
Brădicești – wieś w Rumunii, w okręgu Jassy, w gminie Dolhești. W 2011 roku liczyła 997 mieszkańców.